# Susanne Lebek
Susanne Lebek (5 de noviembre de 1986) es una jinete alemana que compitió en la modalidad de doma. Ganó una medalla de bronce en el Campeonato Europeo de Doma de 2009, en la prueba por equipos.

## Palmarés internacional
| Campeonato Europeo | Campeonato Europeo    | Campeonato Europeo | Campeonato Europeo |
| Año                | Lugar                 | Medalla            | Categoría          |
| ------------------ | --------------------- | ------------------ | ------------------ |
| 2009               | Windsor (Reino Unido) | Medalla de bronce  | Por equipos        |